# Cleantis gayi
Cleantis gayi är en kräftdjursart som beskrevs av Edward John Miers 1881.
Cleantis gayi ingår i släktet Cleantis och familjen Holognathidae. Inga underarter finns listade i Catalogue of Life.